# Zpravodajství z otevřených zdrojů
Zpravodajství z otevřených zdrojů (open source intelligence, OSINT) je typ informací, které využívá zpravodajská služba a byly získány z tzv. otevřených zdrojů, tedy volně dostupných informačních kanálů (tj. těch, které jsou volně přístupné bez omezení, nebo mohou být oficiálně zpřístupněny např. za poplatek) jako jsou např. denní tisk, internet, katastrální knihy apod.
Nejedná se tedy o zdroje utajovaných informací.
Vzhledem k informačnímu rozmachu, spojenému zejména s koncem studené války a pádem železné opony a komunistického režimu, se stalo získávání informací z otevřených zdrojů důležitou částí zpravodajské práce.
U těchto informací je však ale potřeba důkladně ověřovat jejich věrohodnost, kvalitu a vypovídací hodnotu, k čemuž slouží analytické složky zpravodajských služeb, mající za úkol vybrat nejzásadnější informace a postoupit je k dalšímu zpracování nebo ověřování (např. zadání operativním složkám zpravodajské služby).
Spolehlivé vyhodnocení informací pocházejících ze zdrojů OSINT nedokáží ani nejvyspělejší informační technologie, je tedy potřeba vysoce odborného lidského faktoru.[zdroj?]

## Druhy otevřených zdrojů
- televizní vysílání
- rozhlasové vysílání
- knihy a časopisy
- denní tisk
- tiskové agentury
- internet
- nosiče informací typu CD, DVD, video nebo audio záznamy
- výzkumné a technické zprávy
- proslovy
- průzkumy trhu
- veřejné diskuze

## Výhody a nevýhody využívání OSINT zdrojů
Mezi výhody patří volná dostupnost těchto informací, rychlost a relativní finanční nenáročnost pořízení; jejich sběr nepředstavuje pro zpravodajskou službu žádné riziko.
Nevýhodou je potřeba dalšího podrobného zpracování a ověřování takto získaných informací, jsou nestabilní (některé zveřejněny pouze dočasně).